# Silvia Pulfrich
Silvia Pulfrich es una deportista alemana que compitió en natación. Ganó una medalla de plata en el Campeonato Europeo de Natación de 1999, en la prueba de 4 × 100 m estilos.

## Palmarés internacional
| Campeonato Europeo | Campeonato Europeo | Campeonato Europeo | Campeonato Europeo |
| Año                | Lugar              | Medalla            | Prueba             |
| ------------------ | ------------------ | ------------------ | ------------------ |
| 1999               | Estambul (Turquía) | Medalla de plata   | 4 × 100 m estilos  |